# 野波健蔵
野波 健蔵（のなみ けんぞう、1949年 - ）は、日本の工学者、千葉大学名誉教授・元理事・副学長。
ドローン研究の第一人者。株式会社自律制御システム研究所創業者・元代表取締役CEO。先端ロボティクス財団理事長、及び、日本ドローンコンソーシアム会長。

## 来歴
福井県坂井郡丸岡町（現・坂井市）で生まれる。1972年 福井大学工学部産業機械工学科卒業。
1979年 東京都立大学大学院工学研究科博士課程修了（機械工学専攻）、工学博士
1985年 米航空宇宙局（NASA）研究員。1988年 NASAシニア研究員、千葉大学助教授。1994年 千葉大学教授。
1998年 日本機械学会機械力学・計測制御部門長、同年からドローンの研究開発を開始し、2001年に日本初の小型無人ヘリの完全自律制御に成功。
2008年 国立大学法人千葉大学理事・副学長（研究担当）。2013年 株式会社自律制御システム研究所創業、代表取締役CEO。2014年 千葉大学定年退職、千葉大学特別教授（現在：千葉大学名誉教授）。
2015年 第32回新語・流行語大賞で「ドローン」がトップテンに選出され、受賞者として出席。
2017年 一般社団法人日本ドローンコンソーシアム会長。

## エピソード
- 福井大学時代に制御工学を専攻し、1969年のアポロ11号による月面着陸に最適制御理論が適用されていることを知り、もっと制御の研究をしたいという衝動にかられ、当時首都圏の大学で制御の研究で有名だった東京都立大学大学院の富成襄研究室に入学した。
- 博士課程修了後、千葉大学に助手として着任し、最初に取り組んだ研究テーマは「2足歩行ロボットの制御」だった。友人からNASAの研究者公募の情報を得て応募。NASAは当時スペースシャトルメインエンジンのターボポンプの振動トラブル問題を解決できる提案を募集しており、最適制御理論を適用し振動問題を解決しようと提案書を書きダメもとで軽い気持ちで応募したが、提案書が面白いということで採用され、オハイオ州クリーブランドにあるNASAルイスリサーチセンターに研究員として滞在した。
- 千葉大から助教授昇任の話があり帰国。NASA滞在中に知った有人ヘリコプターの姿勢制御支援システムがきっかけで小型無人ヘリの完全自律制御化の構想を練り、1998年からラジコンヘリメーカーのヒロボー社と共同研究を開始。当初はマイコンで姿勢制御や位置制御をして人が操縦する必要がなくなるということが何度説明しても理解してもらえなかったという。研究成果が出ず苦戦を強いられ大学院生たちにも「この研究を止めようと思うがどうか」と話すまでになっていたが、一人の大学院生が「データに1か所実験値と理論値が異なる個所がある」と指摘し、プログラムを修正したところ実飛行データとシミュレーション段階で一致し、2001年に日本初の自律飛行に成功。ヒロボー社との研究が縁で、2005年2月1日放送のNHK『プロジェクトX』「町工場 復活のヘリコプター」の回に出演している[7][8]。

## 著書
- スライディングモード制御―非線形ロバスト制御の設計理論（コロナ社、1994/9/1）※田宏奇と共著
- 制御理論の基礎（東京電機大学出版局、1998/3/30）※西村秀和と共著
- 制御系設計（東京電機大学出版局、1998/5/20）※平田光男、西村秀和と共著
- システム動力学と振動制御（コロナ社、2010/9/1）
- 制御の事典（朝倉書店、2015/7/24）※水野毅らと共編集
- ドローン産業応用のすべて 開発の基礎から活用の実際まで（オーム社、2018/2/17）
- 続・ドローン産業応用のすべて 進化する自律飛行が変える未来（オーム社、2020/8/12）
- ドローン工学入門 モデリングから制御まで（コロナ社、2020/8/26）